# Caspar Hermann Heye
Caspar Hermann Heye (* 10. Juli 1792 in Lippstadt; † 28. September 1864 in Bremen) war ein Bremer Kaufmann und Unternehmer.

## Biografie
Heye war der Sohn des Kaufmanns Ernst August Wilhelm Heye (1760–1827). Er absolvierte eine kaufmännische Lehre bei seinem späteren Schwiegervater, einem Kaufmann in Minden. 1814 ließ sich Heye als Kaufmann in Bremen nieder und erwarb 1820 das Bremer Bürgerrecht. 1820 kaufte er in Bremen das Duisenbergpche Erbe am Werder mit Packhaus und Glaslager und gründete in der Werderstraße 1821 die Firma Hermann Heye, eine Fabrik, die weißes und grünes Hohlglas herstellte. 1823 übernahm er teilweise die 1799 gegründete Obernkirchener Glashütte von Conrad Storm. 1842 wurde er Alleininhaber der Obernkirchener Glashütte, die von nun an den Namen Hermann Heye trug und schließlich Heye International wurde. 1843 wurde er in Obernkirchen auch Alleininhaber einer seit 1824 gemeinsam mit Glasmeister Becker betriebenen Glashütte. Heye wurde 1834 Bremer Eltermann (Sprecher oder Vorsteher der Kaufleute) und 1849 erster Präses der Handelskammer Bremen. Er besaß später mehrere weitere Fabriken (Glasfabrik Wendthöhe bei Stadthagen, Glashütte Steinkrug bei Hannover, Glasfabrik Heye in Nienburg/Weser), die Flaschen, Gläser, Kristall, Porzellan und Steingut produzierten. Seine Fabriken bestanden teilweise bis 1931/1932, die Bremer Fabrik, zuletzt in der Dortmunder Straße, bestand bis in die 1970er Jahre.
Er war mit Isabella Wilhelmine Luise Heye, geborene Grallenkampp, verheiratet und hatte vier Kinder. Ferdinand Heye (1837–1889), sein vierter und jüngster Sohn, ließ sich 1864 seinen Erbteil auszahlen und gründete im südlichen Düsseldorf-Gerresheim die weltbekannte Gerresheimer Glashütte.

### Ehrungen
- Die Hermann-Heye-Straße in Bremen-Neustadt (Auf dem Werder) trägt seinen Namen.
- Die Heyestraße in Düsseldorf-Gerresheim wurde hingegen nach seinem Sohn benannt.